# Jenocles (alfarero)

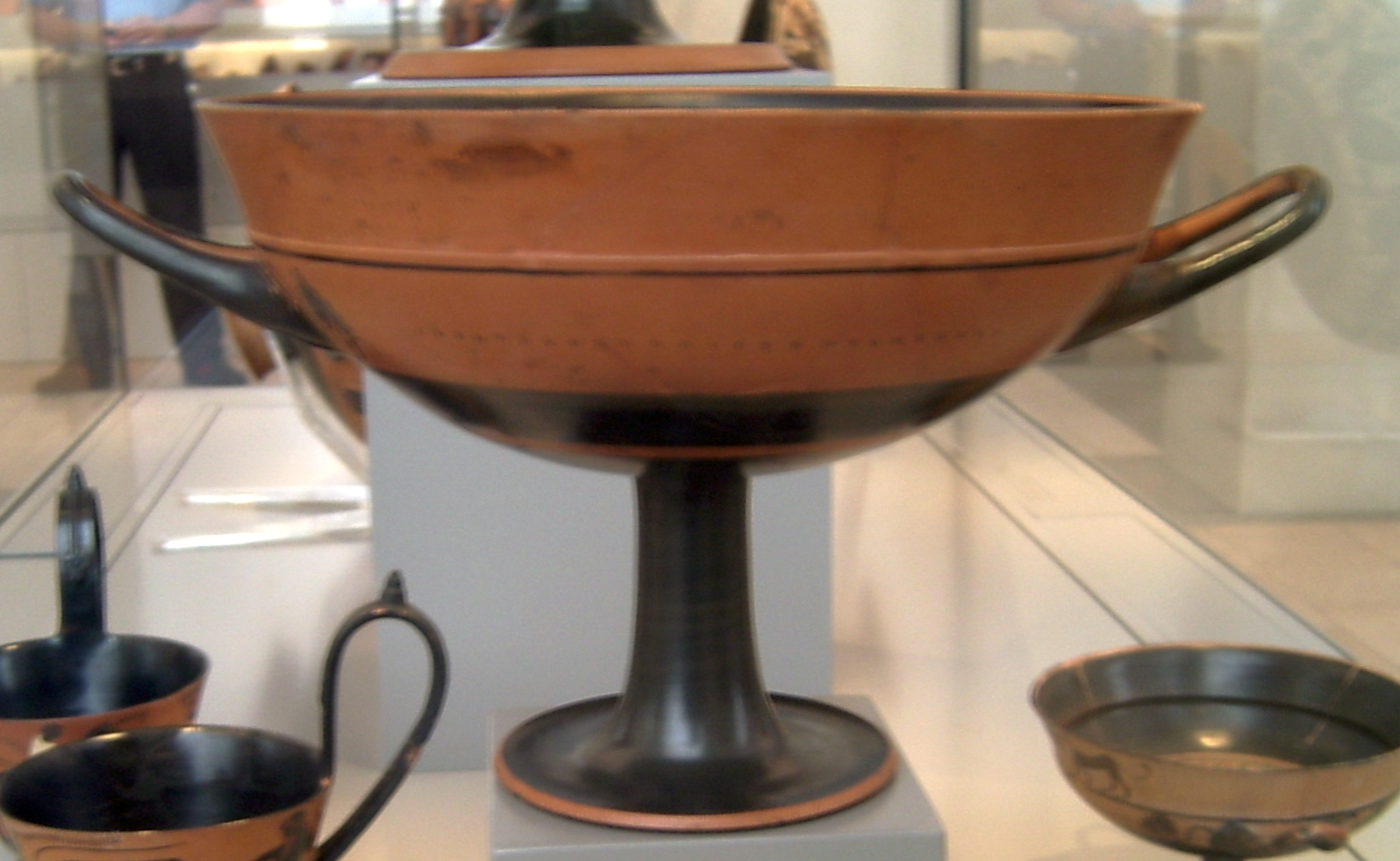
Copa de bandas, circa 540-530 a. C.

Jenocles (en griego antiguo: Χενοκλῆς) fue un alfarero ático de mediados del siglo VI a. C.
Jenocles hizo copas decoradas por los Pequeños maestros, especialmente por el  Pintor de Jenocles que lleva su nombre, que podrían ser la misma persona. Su nombre es conocido por numerosas firmas. Los xenocles también transmitieron la cerámica sin decorar, incluyendo los copas de banda.